# Экологическая группа
Экологи́ческая гру́ппа — совокупность видов, характеризующаяся сходными потребностями в величине какого-либо экологического фактора и возникшими в результате его воздействия в процессе эволюции сходными признаками, закрепившимися в генотипе.
Экологические группы выделяются по отношению организмов к одному фактору среды (влага, температура, свет, химические свойства среды обитания и т. п.), однако границы между ними условны, и имеет место плавный переход от одной экогруппы к другой, что обусловлено экологической индивидуальностью каждого вида.
| Основные экологические группы растений | Основные экологические группы растений | Основные экологические группы растений    |
| Экологический фактор                   | Экологическая группа                   | Экологическая группа                      |
| -------------------------------------- | -------------------------------------- | ----------------------------------------- |
| Влага                                  | Ксерофиты                              | растения засушливых местообитаний         |
| Влага                                  | Мезофиты                               | растения среднеувлажнённых местообитаний  |
| Влага                                  | Гигрофиты                              | растения сильно увлажнённых местообитаний |
| Влага                                  | Гидрофиты                              | земноводные растения                      |
| Влага                                  | Гидатофиты                             | подводные растения                        |
| Температура                            | Мегатермофиты                          | жаростойкие (жаровыносливые) растения     |
| Температура                            | Мезотермофиты                          | теплолюбивые растения                     |
| Температура                            | Микротермофиты                         | холодостойкие растения                    |
| Температура                            | Гекистотермофиты                       | очень холодостойкие растения              |
| Свет                                   | Сциофиты                               | тенелюбивые растения                      |
| Свет                                   | Сциогелиофиты                          | теневыносливые растения                   |
| Свет                                   | Гелиофиты                              | светолюбивые растения                     |
| Трофность почвы                        | Олиготрофы                             | растения бедных почв                      |
| Трофность почвы                        | Мезотрофы                              | растения умеренно плодородных почв        |
| Трофность почвы                        | Эутрофы                                | растения плодородных почв                 |
| Засоление почвы                        | Гликофиты                              | растения, не переносящие засоление        |
| Засоление почвы                        | Галофиты                               | солеустойчивые растения                   |
| Кислотность почвы                      | Ацидофиты                              | растения кислых почв                      |
| Кислотность почвы                      | Нейтрофиты                             | растения нейтральных почв                 |
| Кислотность почвы                      | Базофиты                               | растения щелочных почв                    |